# Любечна
Любечна (на словенски: Ljubečna) е село в Словения, Савински регион, община Целе. Според Националната статистическа служба на Република Словения през 2015 г. селото има 1051 жители.